# Споменик објешеним добровољцима у Автовцу
Споменик српским добровољцима представља обиљежије изграђено 1934. године у спомен објешеним војницима, које је Аустроугарска погубила 1916. године. Поред табле са именима настрадалих, налази се и кратка захвалница народа за њихову жртву:
```
 „Из витешке борбе ваше
   слобода нас обасјала 
   бесмртници земље ове
   свима вама вјечна
                   хвала"
```